# Onitis cambeforti
Onitis cambeforti là một loài bọ cánh cứng trong họ Bọ hung (Scarabaeidae).